# Ethmia persica
Ethmia persica is een vlinder uit de familie van de grasmineermotten (Elachistidae). De wetenschappelijke naam van de vlinder is voor het eerst geldig gepubliceerd door A. Kun in 2007.
De vlinder heeft een spanwijdte van 20 tot 22 millimeter. De soort komt voor in Iran.